# Willemoes
Willemoes (også Willemoës) er en dansk slægt, der har taget navn efter gården Villemose i Vejrum Sogn, Hjerm Herred ved Holstebro. Den er beskrevet nedenfor. En anden slægt Willemoes, der også har taget navn efter ovennævnte bondegård, hed tidligere Ting, men antog navnet Willemoes i 1870'erne.

## Historie
Slægten kan med sikkerhed føres tilbage til gårdmand Christen Christensen Willemoes (ca. 1689-1746), der måske var søn af forpagter af Ausumgård Christen Christensen Willemoes (1648-1693), der var født i Villemose.
Han var fader til gårdejer Mads Christensen Willemoes (ca. 1734-1797) - hvis mandlige efterkommere kaldte sig Kiærgaard, og hvis datter Kirsten Madsdatter Willemoes (1764-1833) var gift med proprietær Jens Nicolay Skibsted (1766-1825) -, godsejer Niels Christensen Willemoes (1741-1822) samt amtsforvalter, kammerråd Christen Christensen Willemoes (1736-1818), hvis sønner var stiftsfysikus i Aarhus, etatsråd Frederik Wilhelm Willemoes (1778-1860), Cathrine Sophie Wilhelmine Willemoes (1779-1844, gift med justitsråd Erik Becker (1860-1837)), sognepræst Joachim Godske Willemoes (1781-1858), premierløjtnant Peter Willemoes (1783-1808), oberstløjtnant Martin Willemoes (1787-1865) og underbogholder i Statsanstalten for Livsforsikring, kammerråd Niels Willemoes (1792-1860).
Frederik Wilhelm Willemoes var fader til distriktslæge Niels Peter Wilhelm Willemoes (1814-1892), til Christine Elisabeth Willemoes (1815-1846, gift med politikeren Hack Kampmann (1813-1878)), til Nathalia Malvine Elfride Willemoes (1821-1860), gift med skolebestyrer, etatsråd Christian Carl Brix (1820-1908), til herredsfoged Alfred Theodor Willemoes (1829-1874) — hvis datter Sophie Marianne Elisabeth Willemoes (1870-1931) var gift med ingeniør og kunstsamler Johannes Christian Magnus Rump (1861-1932) — og til herredsfoged, kammerherre, etatsråd Frederik Christian Willemoes (1812-1890), som ung blev han kammerjunker. I 1946-53 var han byfoged i Skive. F.C. Willemoes var gift med den sidst levende af slægten Sneedorff, admiral Hans Christian Sneedorffs yngste datter Hanne Arnoldine Sneedorff (1820-1911) var fader til assistent i Finansministeriet, kammerjunker Frederik Christian Sneedorff Willemoes (1848-1889) og til Marie Elise Willemoes (1852-1893), der ægtede kommandør Arnold Christian de Fine Skibsted (1848-1929).
Joachim Godske Willemoes var fader til sognepræsten af samme navn (1828-1901), som var fader til oberst og kammerherre Anton Willemoes (1866-1945).
Niels Willemoes var fader til Hedevig Christiane Willemoes (1843-1896), gift med koloniembedsmand Frederik Adolph de Roepstorff (1842-1883), og adopterede redaktør Carlo Adalbert d'Obry Willemoës (1837-1914), der var fader til redaktør Niels Carl Georg d'Obry Willemoës (1867-1954).

### Willemoes-Suhm
Martin Willemoes, der var gift med Petra Friderica Christiane Suhm (1799-1832), datter af Peter Friderich Suhm, blev den 21. november 1820 optaget i den danske adelstand under navnet Willemoes-Suhm. Hans efterslægt bosatte sig i Tyskland. Han var fader til Caroline Amalie Willemoes-Suhm (1820-?, gift med justitsråd og landskriver Julius Vilhelm Decker (1805-1878)), Mathilde Willemoes-Suhm (1825-?), Josephine Charlotte Willemoes-Suhm (1830-1897, gift med Julius Herman Friedric Kiene (1824-1878)) og til kammerherre, preussisk gehejmeregeringsråd og landråd Peter Friedrich von Willemoes-Suhm (1816-1891), som var gift med Mathilde Ida Albertine von Qualen (1824-1907).
Han var fader til naturforskeren Rudolf von Willemoes-Suhm (1847-1875), købmand i Bremerhaven Cai Carl Joseph von Willemoes-Suhm (1849-1933), købmand i Hamborg Oscar Marcus Friedrich von Willemoes-Suhm (1850-?), sachsisk løjtnant og portrætmaler Friedrich Christian Ferdinand von Willemoes-Suhm (1853-1920), Jeannette Wilhelmine Ottilie von Willemoes-Suhm (1857-?, gift med preussisk kammerherre og overpræsidialråd Oscar Immanuel von Dolega-Koszierowski (1850-?)) og stiftsdame i Vallø Antoinette Louise Henriette von Willemoes-Suhm (1862-1930).
Denne adlede gren af slægten uddøde i 1934 med konsul Oscar Marcus Friedrich von Willemoes-Suhm (1850-1934).